# Martín Deiros
Martín Deiros fue actor de cine y televisión.

## Biografía
Martín Deiros vivió desde su infancia en Buenos Aires. Fue un actor de cine, radio y televisión. En 1979 ganó el premio Pampa al mejor actor por su actuación en televisión. Realizó gran cantidad de comerciales de televisión, cine y revistas, llegando ser la imagen de Aerolíneas Argentinas en la época del metrocolor, así como de varias marcas como SanCor y La Serenísima entre otros. Adicionalmente fue la imagen de muchas portadas de revistas, conocido como el niño Billiken en los 80.

## Filmografía
Entre sus trabajos cinematográficos se encuentra La hora de María y el pájaro de oro 1975 del director Rodolfo Kuhn.